# Methoni
Methoni  este un oraș în Grecia în Prefectura Messinia.